# Вальдшмидт, Лука
Джан Лу́ка Ва́льдшмидт (нем. Gian Luca Waldschmidt; род. 19 мая 1996, Зиген, Северный Рейн-Вестфалия) — немецкий футболист, нападающий клуба «Кёльн».

## Клубная карьера
С 14 лет Вальдшмидт находится в системе «Айнтрахт (Франкфурт)». 25 апреля 2014 года подписал с командой свой первый профессиональный контракт до 30 июня 2017 года.
25 апреля 2015 года дебютировал в Бундеслиге, в поединке 30 тура против дортмундской «Боруссии», выйдя на замену на 73-й минуте вместо Сонни Киттеля. До конца сезона ещё дважды выходил под конец встреч. В сезоне 2015/16 появлялся на поле значительно чаще. В общей сложности в Бундеслиге футболист провёл 15 матчей, результативными действиями не отмечался.
Перед началом сезона 2016/17 Вальдшмидт перешёл в «Гамбург», подписав с клубом контракт на 4 года.
1 июля 2018 года Лука Вальдшмидт перешёл во «Фрайбург».

## Международная карьера
С 2011 года привлекался в молодёжные и юношеские сборные Германии.
Летом 2019 года Марко был приглашён в сборную для участия в чемпионате Европы среди молодёжных команд, который состоялся в Италии. В первом матче в группе против Дании он отличился голом на 65-й минуте и его команда победила 3:1. Во втором матче в группе против Сербии он сумел оформить хет-трик и принёс победу Германии 6:1. В третьем матче вновь отличился забитым голом на 14-й минуте, а сборная сыграла вничью с Австрией (1:1). В полуфинале забил два мяча в ворота Румынии, а его команда победила 4:2 и вышла в финал. Стал лучшим бомбардиром турнира, забив 7 голов.